# Moe Barr
Thomas L. Barr, detto Moe (Pittsburgh, 19 giugno 1944), è un ex cestista statunitense, professionista nella NBA.

## Carriera
Ha giocato nella NCAA a Duquesne, e, pur non essendo mai stato scelto al Draft NBA, ha giocato nei Cincinnati Royals nella stagione 1970-71, scendendo in campo in 31 occasioni.
Successivamente è diventato arbitro di pallavolo a livello di high school e di college a Pittsburgh, Pennsylvania.